# Halysidota tesselaroides
Halysidota tesselaroides är en fjärilsart som beskrevs av Embrik Strand 1919. Halysidota tesselaroides ingår i släktet Halysidota och familjen björnspinnare. Inga underarter finns listade i Catalogue of Life.